# Rothesay International 2022
Il Rothesay International 2022 è stato un torneo combinato di tennis maschile e femminile giocato su campi in erba all'aperto. È stata la 47ª edizione dell'Eastbourne International per le donne e la 11ª edizione per gli uomini. Appartiene alle categorie WTA 500 nel WTA Tour 2022 e come ATP Tour 250 nell'ATP Tour 2022. Il torneo si è svolto al Devonshire Park Lawn Tennis Club di Eastbourne, nel Regno Unito, tra il 19 e 25 giugno 2022.

## Partecipanti ATP

### Teste di serie
| Nazionalità | Giocatrice        | Ranking* | Testa di serie |
| ----------- | ----------------- | -------- | -------------- |
| Regno Unito | Cameron Norrie    | 11       | 1              |
| Italia      | Jannik Sinner     | 13       | 2              |
| Stati Uniti | Taylor Fritz      | 14       | 3              |
| Argentina   | Diego Schwartzman | 16       | 4              |
| Stati Uniti | Reilly Opelka     | 18       | 5              |
| Australia   | Alex de Minaur    | 21       | 6              |
| Stati Uniti | Frances Tiafoe    | 27       | 7              |
| Danimarca   | Holger Rune       | 28       | 8              |

* Ranking al 13 giugno 2022.

### Altri partecipanti
I seguenti giocatori hanno ricevuto una wild card per il tabellone principale:
- Jay Clarke
- Jack Draper
- Ryan Peniston

I seguenti giocatori sono passati dalle qualificazioni:

- James Duckworth
- John Millman
- Thiago Monteiro
- Brandon Nakashima

### Ritiri
Prima del torneo
- Marin Čilić → sostituito da  Ugo Humbert
- Gaël Monfils → sostituito da  Francisco Cerúndolo

## Partecipanti al doppio ATP

### Teste di serie
| Nazione   | Giocatore            | Nazione     | Giocatore       | Ranking* | Testa di serie |
| --------- | -------------------- | ----------- | --------------- | -------- | -------------- |
| Croazia   | Nikola Mektić        | Croazia     | Mate Pavić      | 9        | 1              |
| Colombia  | Juan Sebastián Cabal | Colombia    | Robert Farah    | 24       | 2              |
| Australia | John Peers           | Slovacchia  | Filip Polášek   | 31       | 3              |
| Croazia   | Ivan Dodig           | Stati Uniti | Austin Krajicek | 39       | 4              |

* Ranking al 13 giugno 2022.

### Altri partecipanti
Le seguenti coppie hanno ricevuto una wildcard per il tabellone principale:
- Julian Cash /  Henry Patten
- Jonny O'Mara /  Ken Skupski

### Ritiri
Prima del torneo
- Simone Bolelli /  Fabio Fognini → sostituiti da  Maxime Cressy /  Ugo Humbert
- Wesley Koolhof /  Neal Skupski → sostituiti da  Matwé Middelkoop /  Luke Saville
- Tim Pütz /  Michael Venus → sostituiti da  Oleksandr Nedovjesov /  Aisam-ul-Haq Qureshi
- Rajeev Ram /  Joe Salisbury → sostituiti da  André Göransson /  Ben McLachlan

## Partecipanti WTA

### Teste di serie
| Nazionalità | Giocatrice          | Ranking* | Testa di serie |
| ----------- | ------------------- | -------- | -------------- |
| Spagna      | Paula Badosa        | 3        | 1              |
| Tunisia     | Ons Jabeur          | 4        | 2              |
| Grecia      | Maria Sakkarī       | 6        | 3              |
| Rep. Ceca   | Karolína Plíšková   | 7        | 4              |
| Spagna      | Garbiñe Muguruza    | 10       | 5              |
| Stati Uniti | Coco Gauff          | 13       | 6              |
| Rep. Ceca   | Barbora Krejčíková  | 14       | 7              |
| Lettonia    | Jeļena Ostapenko    | 16       | 8              |
| Kazakistan  | Elena Rybakina      | 21       | 9              |
| Svizzera    | Jil Teichmann       | 22       | 10             |
| Stati Uniti | Madison Keys        | 23       | 11             |
| Italia      | Camila Giorgi       | 25       | 12             |
| Belgio      | Elise Mertens       | 30       | 13             |
| Rep. Ceca   | Petra Kvitová       | 31       | 14             |
| Brasile     | Beatriz Haddad Maia | 32       | 15             |
| Kazakistan  | Julija Putinceva    | 33       | 16             |
| Stati Uniti | Alison Riske        | 35       | 17             |

* Ranking al 13 giugno 2022.

### Altre partecipanti
Le seguenti giocatrici hanno ricevuto una wild card per il tabellone principale:
- Katie Boulter
- Harriet Dart

Le seguenti giocatrici sono passate dalle qualificazioni:

- Kirsten Flipkens
- Aleksandra Krunić
- Lesja Curenko
- Donna Vekić

Le seguenti giocatrici sono entrate nel tabellone principale come lucky loser:
- Rebecca Marino
- Viktorija Tomova
- Heather Watson

### Ritiri
Prima del torneo
- Danielle Collins → sostituita da  Zheng Qinwen
- Leylah Fernandez → sostituita da  Marta Kostjuk
- Coco Gauff → sostituita da  Heather Watson
- Ons Jabeur → sostituita da  Viktorija Tomova
- Sofia Kenin → sostituita da  Magdalena Fręch
- Anett Kontaveit → sostituita da  Dajana Jastrems'ka
- Jessica Pegula → sostituita da  Camila Osorio
- Mayar Sherif → sostituita da  Marie Bouzková
- Zhang Shuai → sostituita da  Rebecca Marino
- Clara Tauson → sostituita da  Panna Udvardy
- Markéta Vondroušová → sostituita da  Maryna Zanevs'ka

## Partecipanti al doppio WTA
| Nazione     | Giocatrice               | Nazione  | Giocatrice     | Ranking* | Testa di serie |
| ----------- | ------------------------ | -------- | -------------- | -------- | -------------- |
| Rep. Ceca   | Barbora Krejčíková       | Giappone | Ena Shibahara  | 15       | 1              |
| Canada      | Gabriela Dabrowski       | Messico  | Giuliana Olmos | 20       | 2              |
| Stati Uniti | Nicole Melichar-Martinez | Cina     | Zhang Shuai    | 33       | 3              |
| Rep. Ceca   | Lucie Hradecká           | India    | Sania Mirza    | 42       | 4              |

* Ranking al 13 giugno 2022.

### Altri partecipanti
Le seguenti coppie hanno ricevuto una wildcard per il tabellone principale:
- Harriet Dart /  Heather Watson
- Ons Jabeur /  Serena Williams

### Ritiri
Prima del torneo
- Desirae Krawczyk /  Demi Schuurs → sostituite da  Desirae Krawczyk /  Monica Niculescu

## Punti e montepremi

### Punti
| Evento              | V   | F   | SF  | QF  | 2T   | 1T | Q    | Q2   | Q1   |
| Singolare maschile  | 250 | 150 | 90  | 45  | 20   | 0  | 12   | 6    | 0    |
| Singolare femminile | 470 | 305 | 185 | 100 | 55   | 1  | 25   | 13   | 1    |
| Doppio maschile     | 250 | 150 | 90  | 45  | N.D. | 0  | N.D. | N.D. | N.D. |
| Doppio femminile    | 470 | 305 | 185 | 100 | N.D. | 1  | N.D. | N.D. | N.D. |

### Montepremi
| Evento              | V        | F        | SF       | QF       | 2T       | 1T      | Q    | Q2      | Q1      |
| Singolare maschile  | $ 53,680 | $ 38,485 | $ 27,400 | $ 18,265 | $ 11,740 | $ 7,065 | N.D. | $ 3,450 | $ 1,795 |
| Singolare femminile | $ 68,570 | $ 51,000 | $ 32,400 | $ 13,800 | $ 7,425  | $ 5,800 | N.D. | $ 5,000 | $ 2,565 |
| Doppio maschile     | $ 20,050 | $ 14,350 | $ 9,460  | $ 6,145  | N.D.     | $ 3,600 | N.D. | N.D.    | N.D.    |
| Doppio femminile    | $ 25,230 | $ 17,750 | $ 10,000 | $ 5,500  | N.D.     | $ 3,500 | N.D. | N.D.    | N.D.    |

## Campioni

### Singolare maschile
Taylor Fritz ha sconfitto in finale  Maxime Cressy con il punteggio di 6-2, 6(4)–7, 7–6(5).
- È il terzo titolo in carriera per Fritz, il secondo della stagione.

### Singolare femminile
Petra Kvitová ha sconfitto in finale  Jeļena Ostapenko con il punteggio di 6-3, 6-2.
- È il primo titolo stagionale per la Kvitová, il ventinovesimo della carriera.

### Doppio maschile
Nikola Mektić /  Mate Pavić hanno sconfitto in finale  Matwé Middelkoop /  Luke Saville con il punteggio di 6-4, 6-2.

### Doppio femminile
Aleksandra Krunić /  Magda Linette hanno sconfitto in finale  Ljudmyla Kičenok /  Jeļena Ostapenko per ritiro.